# 笛吹市
笛吹市（ふえふきし）は、山梨県にある市。国中地方に含まれ、甲府盆地の東寄りに位置する。2004年10月に東八代郡石和町、一宮町、御坂町、八代町、境川村、東山梨郡春日居町の6つの自治体の合併により誕生した。
2006年度のモモ収穫量は22,900トン、ブドウ収穫量は14,400トンであり、いずれも自治体別では全国1位だったことから、2005年（平成17年）10月12日には「桃・ぶどう日本一の郷」を、2013年（平成25年）4月には「日本一桃源郷」を宣言している。

## 地理

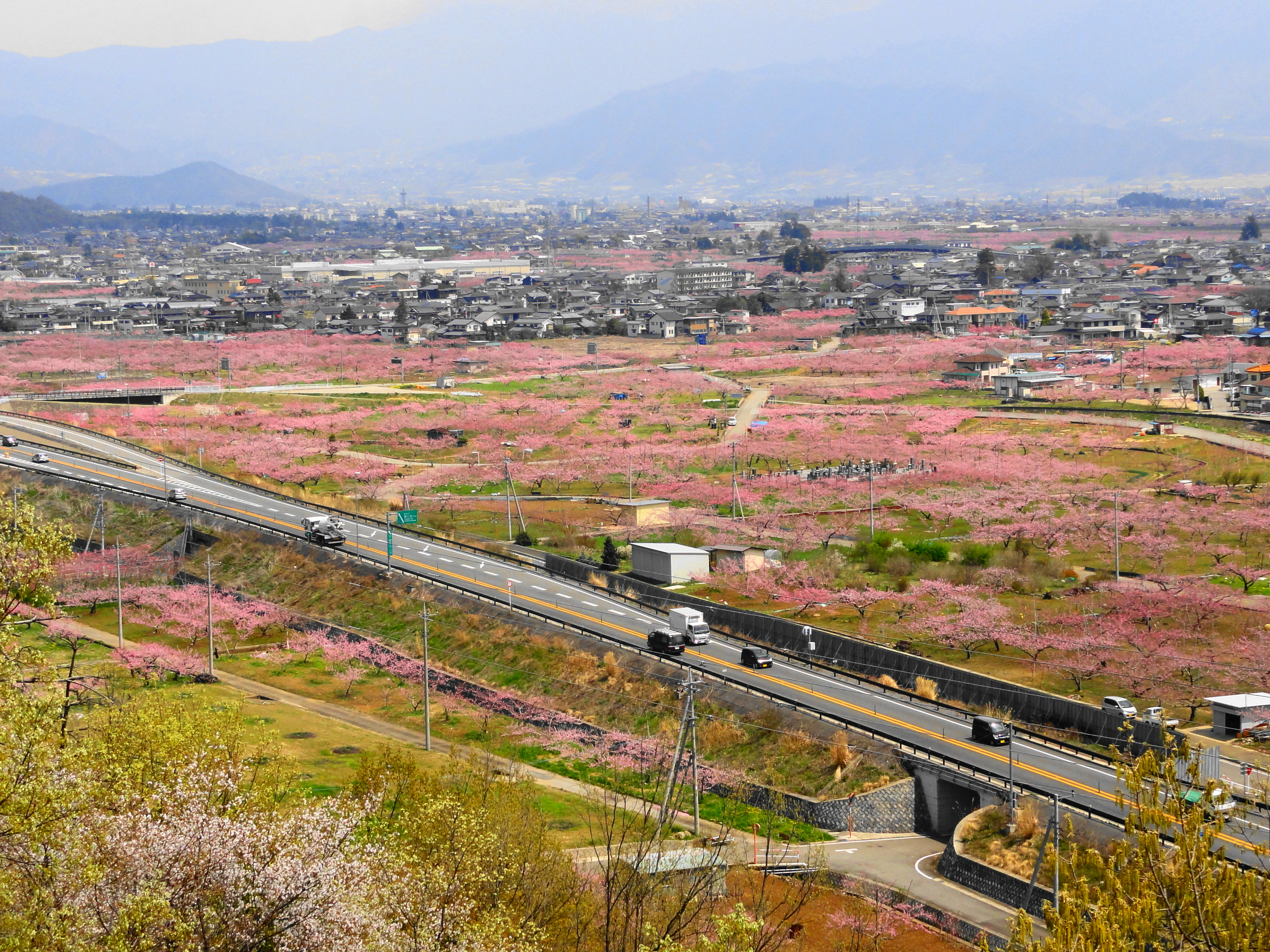
フルーツラインから旧春日居町域とその周辺を望む。2012年4月撮影。

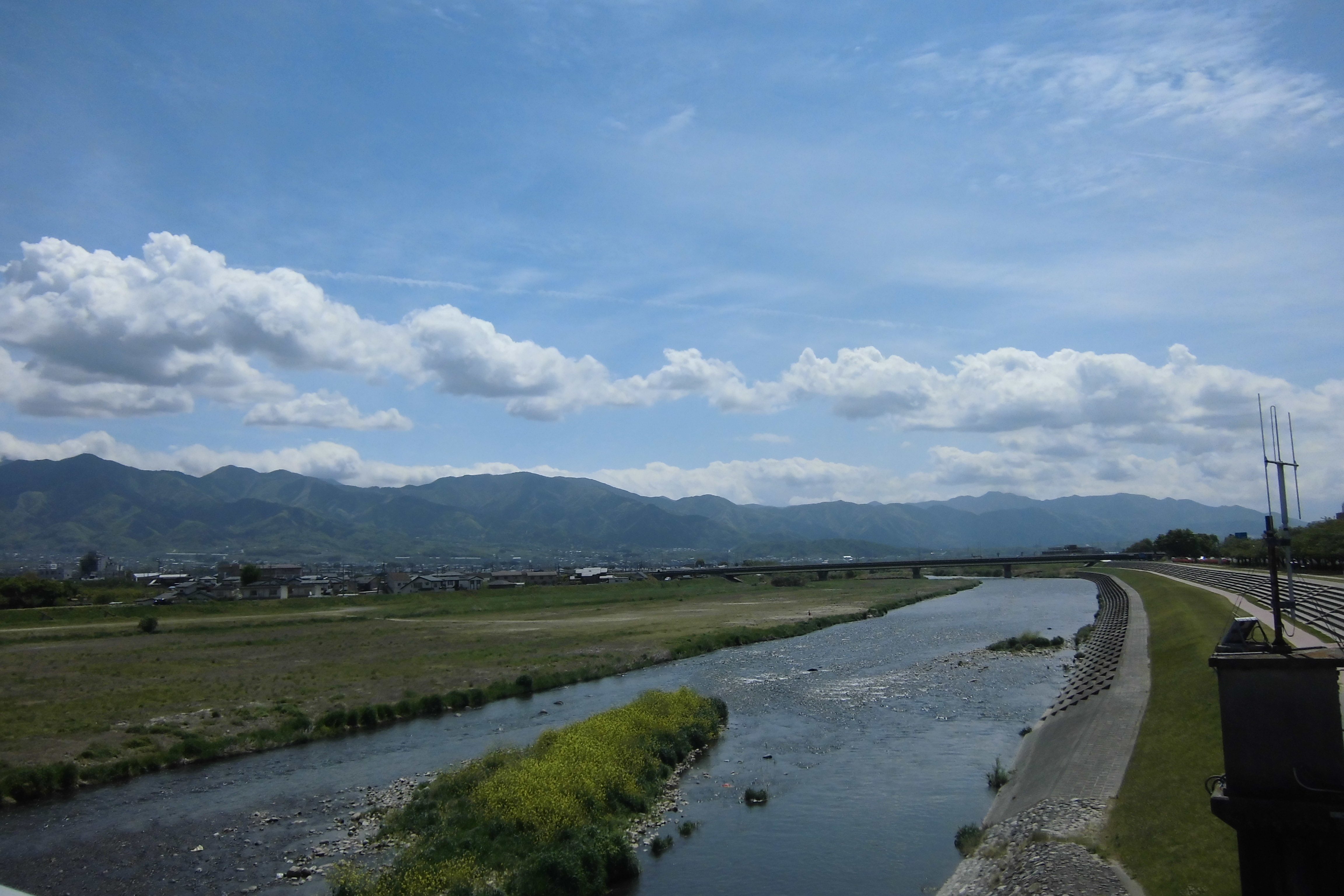
市名の元となった笛吹川。鵜飼橋から撮影。2016年4月。

### 地形

#### 山地
主な山
- 御坂山地
- 秩父山地

#### 河川
主な川
- 笛吹川
- 日川
- 金川
- 浅川
- 境川

### 地域
土地の利用状況
- 宅地：14.1 km2 (8.5%)
- 農用地：37.1 km2 (22.5%)
- 森林等：83.8 km2 (50.9%)

### 人口
| |                                        |  |
| 笛吹市と全国の年齢別人口分布（2005年） | 笛吹市の年齢・男女別人口分布（2005年） |  |
| ■紫色 ― 笛吹市 ■緑色 ― 日本全国 | ■青色 ― 男性 ■赤色 ― 女性              |  |
| 笛吹市（に相当する地域）の人口の推移 \| 1970年（昭和45年） \| 50,380人 \| \| \| 1975年（昭和50年） \| 52,278人 \| \| \| 1980年（昭和55年） \| 55,950人 \| \| \| 1985年（昭和60年） \| 58,466人 \| \| \| 1990年（平成2年） \| 62,322人 \| \| \| 1995年（平成7年） \| 66,839人 \| \| \| 2000年（平成12年） \| 71,025人 \| \| \| 2005年（平成17年） \| 71,711人 \| \| \| 2010年（平成22年） \| 70,529人 \| \| \| 2015年（平成27年） \| 69,559人 \| \| \| 2020年（令和2年） \| 66,947人 \| \| |                                        |  |
| 総務省統計局 国勢調査より |                                        |  |
| 1970年（昭和45年） | 50,380人                               |  |
| 1975年（昭和50年） | 52,278人                               |  |
| 1980年（昭和55年） | 55,950人                               |  |
| 1985年（昭和60年） | 58,466人                               |  |
| 1990年（平成2年） | 62,322人                               |  |
| 1995年（平成7年） | 66,839人                               |  |
| 2000年（平成12年） | 71,025人                               |  |
| 2005年（平成17年） | 71,711人                               |  |
| 2010年（平成22年） | 70,529人                               |  |
| 2015年（平成27年） | 69,559人                               |  |
| 2020年（令和2年） | 66,947人                               |  |

### 隣接自治体
山梨県
- 甲府市
- 山梨市
- 甲州市
- 大月市
- 南都留郡：富士河口湖町

### 地区

#### 石和地区
- 石和町市部（いさわちょういちべ）：鵜飼（うかい）、大神町（おおかみちょう）、沖村町（おきむらちょう）、上屋敷（かみやしき）、観音寺前（かんのんじまえ）、北河原（きたかはら）、腰巻（こしまき）、中瀬河原（なかせかはら）、仲町（なかまち）、長塚（ながつか）、西河原（にしかはら）、西町（にしまち）、東町（ひがしまち）、東横町（ひがしよこまち）、広岡（ひろおか）、六反田（ろくたんだ）
- 石和町井戸（いさわちょういど）：豊岡（とよおか）
- 石和町今井（いさわちょういまい）：参宮地（さんぐうち）、西河原（にしかはら）
- 石和町駅前（いさわちょうえきまえ）
- 石和町上赤井（いさわちょうかみあかい）：赤井（あかい）、井上（いあげ）、大沼原（おおぬまはら）、小山田（おやまだ）、上前田（かみまえだ）、狐塚（きつねづか）、下前田（しもまえだ）、新田（しんでん）、寿通（すどおり）、坪井道上（つぼいみちうえ）、中新井（なかあらい）、西新井（にしあらい）、御堂（みどう）、宮ノ上（みやのうえ）、宮ノ下（みやのした）、御幸道上（みゆきどううえ）、村中（むらなか）
- 石和町唐柏（いさわちょうからかしわ）：池田（いけだ）、河原（かはら）、下河原（しもかはら）
- 石和町川中島（いさわちょうかわなかじま）：鍛治屋敷（かじやしき）、金山（かねのやま）、北狐塚（きたきつねづか）、西狐塚（にしきつねづか）、西砂間（にしすなま）、西堤代（にしていかい）、西道永（にしとうえい）、西山神（にしやまかみ）、半ノ木（はんのき）、東金川（ひがしかねがわ）、東砂間（ひがしすなま）、東山神（ひがしやまかみ）、松葉畑北（まつばはたきた）、松葉畑南（まつばはたみなみ）、南三斗（みなみさんと）、宮ノ北（みやのきた）、宮ノ東（みやのひがし）
- 石和町窪中島（いさわちょうくぼなかじま）：北新開町（きたしんかいちょう）、新開町（しんかいちょう）、神明町（しんめいちょう））、善海町（ぜんかいちょう）

- 石和町小石和（いさわちょうこいさわ）：上堀（うわほり）、観音講（かんのんこう）、光安（こうあん）、下河原（しもかはら）、神明（しんめい）、高田（たかた）、塚越（つかのこし）、中堰（なかせぎ）、堀向（ほりむこう）、横田（よこた）
- 石和町河内（いさわちょうこうち）：沖（おき）、宮窪（みやくぼ）
- 石和町下平井（いさわちょうしもひらい）：大豆生田（おおまめおだ）、小石原（こいしはら）、真行田（しんぎょうでん）、中河原（なかかはら）、永塚（ながつか）、南門（なんもん）、東田（ひがした）、宮下（みやした）
- 石和町砂原（いさわちょうすなはら）：青木（あおき）、沢添（さわぞえ）、下八丁（しもはっちょう）
- 石和町中川（いさわちょうなかがわ）：新井（あらい）、一町田（いっちょうだ）、後田（うしろだ）、大坪（おおつぼ）、上井上（かみいあげ）、北小石原（きたいしはら）、狐原（きつねはら）、木前（きまえ）、栗塚（くりつか）、小石原（こいしはら）、五反田（ごたんだ）、坂上（さかうえ）、清水尻（しみずしり）、下井上（しもいあげ）、高水口（たかみのくち）、竹ノ花（たけのはな）、茶かん（ちゃかん）、地蔵前（ぢぞうまえ）、月ヶ田（つききだ）、辻合（つじあい）、道三（どうざん）、中新井（なかあらい）、中組（なかぐみ）、中築地（なかつきじ）、中山道（なかやまどう）、西河原（にしかはら）、西川（にしかわ）、別保北梅ノ木（べつほきたうめのき）、政広（まさひろ）、松本（まつもと）、満中田（まんじゅうだ）、南梅ノ木（みなみうめのき）、南茶かん（みなみちゃかん）、六角（ろっかく）
- 石和町八田（いさわちょうはった）：大郭（おおくるわ）、塚の越（つかのこし）、兵部畑（びょうぶはた）
- 石和町東油川（いさわちょうひがしあぶらかわ）

- 石和町広瀬（いさわちょうひろせ）：元入道町（きぬいどちょう）、小物成場（こものせいじょう）、中瀬河原（なかせかはら）、仲町（なかちょう）、西町（にしちょう）、不二塚（ふじづか）、前田（まえだ）、南田（みなみだ）、早稲田（わせだ）
- 石和町松本（いさわちょうまつもと）：畔作（あぜつくり）、新居前（あらいまえ）、大西町（おおにしちょう）、小石田（こいしだ）、三斗大升（さんとろくしょう）、清水（しみず）、神田（じんでん）、寺ノ前（てらのまえ）、天神（てんじん）、鳥居（とりい）、法利（ほうり）、向田（むこうだ）、村ノ前（むらのまえ）
- 石和町山崎（いさわちょうやまさき）：尼ヶ渕（あまがふち）、後田（うらだ）
- 石和町四日市場（いさわちょうよっかいちば）：飯塚町（いいつかちょう）、一町田町（いっちょうだちょう）、大切町（おおきりちょう）、大口町（おおぐちちょう）、大剣町（おおつるぎちょう）、籠田町（かこだちょう）、上窪町（かみくぼちょう）、紙屋町（かみやちょう）、木所町（きどころちょう）、小剣町（こつるぎちょう）、境川町（さかいかわちょう）、境沢町（さかいさわちょう）、坂上町（さかのうえちょう）、四本木町（しほぎちょう）、下向町（しもむきちょう）、白山町（しろやまちょう）、新町北割（しんまちきたわり）、新町南割（しんまちみなみわり）、侭ノ上町（じんのうえちょう）、砂掃町（すなはけちょう）、諏訪原（すわはら）、塚田町（つかだちょう）、堤下町（つつみしたちょう）、堤南町（つつみみなみちょう）、中向町（なかむきちょう）、二条柿ノ木町（にじょうかきのきちょう）、風呂屋町（ふろやちょう）、保州町（ほうしゅうちょう）、町屋町（まちやちょう）、味噌屋町（みそやちょう）、南坂上町（みなみさかうえちょう）、矢蔵下町（やくらしたちょう）、柳河原町（やなぎかはらちょう）、山下町（やましたちょう）

#### 一宮地区
- 一宮町新巻（いちのみやちょうあらまき）
- 一宮町石（いちのみやちょういし）
- 一宮町市之蔵（いちのみやちょういちのくら）
- 一宮町一ノ宮（いちのみやちょういちのみや）
- 一宮町金沢（いちのみやちょうかなざわ）
- 一宮町金田（いちのみやちょうかねた）
- 一宮町上矢作（いちのみやちょうかみやはぎ）

- 一宮町神沢（いちのみやちょうかんざわ）
- 一宮町北野呂（いちのみやちょうきたのろ）
- 一宮町北都塚（いちのみやちょうきたみやこづか）
- 一宮町狐新居（いちのみやちょうきつねあらい）
- 一宮町国分（いちのみやちょうこくぶ）
- 一宮町小城（いちのみやちょうこじょう）
- 一宮町塩田（いちのみやちょうしおだ）

- 一宮町下矢作（いちのみやちょうしもやはぎ）
- 一宮町地蔵堂（いちのみやちょうじぞうどう）
- 一宮町末木（いちのみやちょうすえき）
- 一宮町千米寺（いちのみやちょうせんべいじ）
- 一宮町竹原田（いちのみやちょうたけはらだ）
- 一宮町田中（いちのみやちょうたなか）
- 一宮町土塚（いちのみやちょうつちづか）

- 一宮町坪井（いちのみやちょうつぼい）
- 一宮町中尾（いちのみやちょうなかお）
- 一宮町橋立（いちのみやちょうはしだて）
- 一宮町東新居（いちのみやちょうひがしあらい）
- 一宮町東原（いちのみやちょうひがしはら）
- 一宮町南野呂（いちのみやちょうみなみのろ）
- 一宮町本都塚（いちのみやちょうもとみやこづか）

#### 八代地区
- 八代町大間田（やつしろちょうおおまだ）
- 八代町岡（やつしろちょうおか）
- 八代町北（やつしろちょうきた）：上小下（かみこしも）、御崎林（みさきばやし）
- 八代町高家（やつしろちょうこうか）
- 八代町竹居（やつしろちょうたけい）：大口山（おおくちやま）
- 八代町永井（やつしろちょうながい）

- 八代町奈良原（やつしろちょうならばら）
- 八代町増利（やつしろちょうまさり）
- 八代町南（やつしろちょうみなみ）：新浜（しんはま）、長崎（ながさき）、堀ノ内（ほりのうち）、南（みなみ）、森ノ上（もりのうえ）
- 八代町米倉（やつしろちょうよねくら）：竜安寺（りゅうあんじ）

#### 境川地区
- 境川町石橋（さかいがわちょういしばし）：下（しも）
- 境川町大窪（さかいがわちょうおおくぼ）
- 境川町大黒坂（さかいがわちょうおおぐろさか）
- 境川町大坪（さかいがわちょうおおつぼ）

- 境川町小黒坂（さかいがわちょうこぐろざか）
- 境川町小山（さかいがわちょうこやま）
- 境川町寺尾（さかいがわちょうてらお）：上寺尾（かみてらお）、中寺尾（なかてらお）、間門（まかど）
- 境川町藤垈（さかいがわちょうふじぬた）：原（はら）、藤垈（ふじぬた）

- 境川町坊ヶ峰（さかいがわちょうぼうがみね）
- 境川町前間田（さかいがわちょうまえまだ）
- 境川町三椚（さかいがわちょうみつくぬぎ）

#### 春日居地区
- 春日居町加茂（かすがいちょうかも）
- 春日居町熊野堂（かすがいちょうくまのどう）
- 春日居町桑戸（かすがいちょうくわど）
- 春日居町国府（かすがいちょうこう）
- 春日居町小松（かすがいちょうこまつ）

- 春日居町鎮目（かすがいちょうしずめ）
- 春日居町下岩下（かすがいちょうしもいわした）
- 春日居町寺本（かすがいちょうてらもと）
- 春日居町徳条（かすがいちょうとくじょう）
- 春日居町別田（かすがいちょうべつでん）

#### 芦川地区
- 芦川町新井原（あしがわちょうあらいばら）
- 芦川町鶯宿（あしがわちょうおうしゅく）

- 芦川町上芦川（あしがわちょうかみあしがわ）
- 芦川町中芦川（あしがわちょうなかあしがわ）

## 歴史

### 近世
戦国時代、甲斐国守護職だった武田氏は、武田信虎の代まで石和館（現甲府市川田町に所在）と呼ばれる居所があった。1508年（永正5年）10月27日には坊峰合戦が起きた。
江戸時代になると石和代官所が置かれた。表門は八田家書院で有名な八田家に移築されている。

### 沿革
平成
- 2004年（平成16年）10月12日 - 東八代郡石和町・御坂町・一宮町・八代町・境川村・東山梨郡春日居町が合併して発足[4]。市名は市内を流れる笛吹川から。旧石和町役場が市役所本庁舎、その他の町村役場が市役所支庁舎となった[5][6]。
- 2005年（平成17年）10月12日 - 「桃・ぶどう日本一の郷」を宣言[2]。
- 2006年（平成18年）8月1日 - 東八代郡芦川村を編入。これにより東八代郡は消滅した。
- 2009年（平成21年）10月12日 - 「甲斐国千年の都笛吹市」を宣言[7][8]。
- 2013年（平成25年）4月 - 「日本一桃源郷」を宣言[3]。

## 政治

### 行政

#### 市長
- 市長：山下政樹（2016年11月14日就任、3期目）

歴代市長
| 代   | 氏名     | 就任日         | 退任日         | 備考 |
| ---- | -------- | -------------- | -------------- | ---- |
| 初代 | 荻野正直 | 2004年11月14日 | 2012年11月13日 | 2期  |
| 2代  | 倉嶋清次 | 2012年11月14日 | 2016年11月13日 | 1期  |
| 3代  | 山下政樹 | 2016年11月14日 | 現職           |      |

### 議会

#### 市議会
- 笛吹市議会 - 定数は19名。

## 国家機関

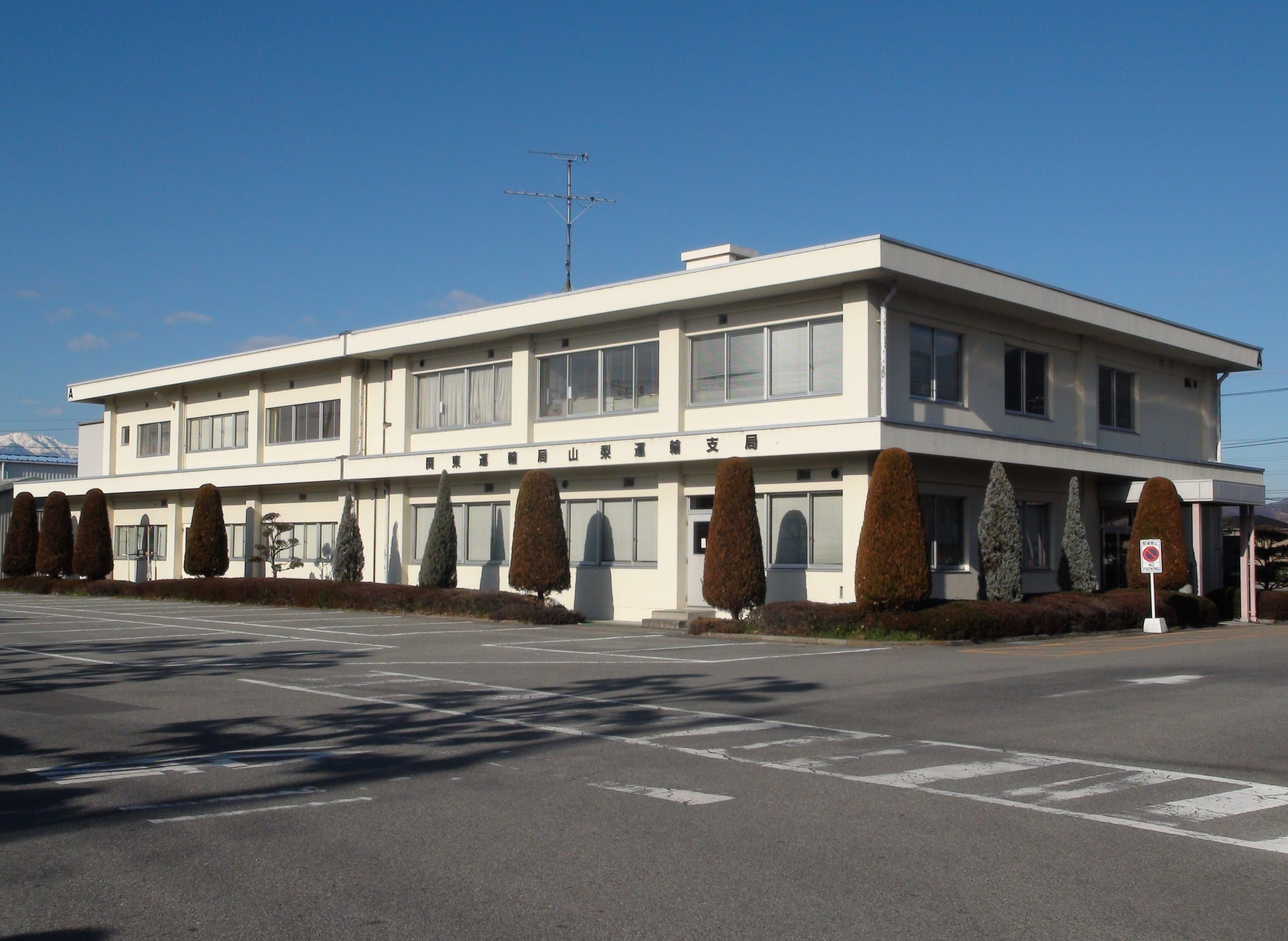
山梨運輸支局

### 国土交通省
- 関東運輸局 山梨運輸支局

## 施設

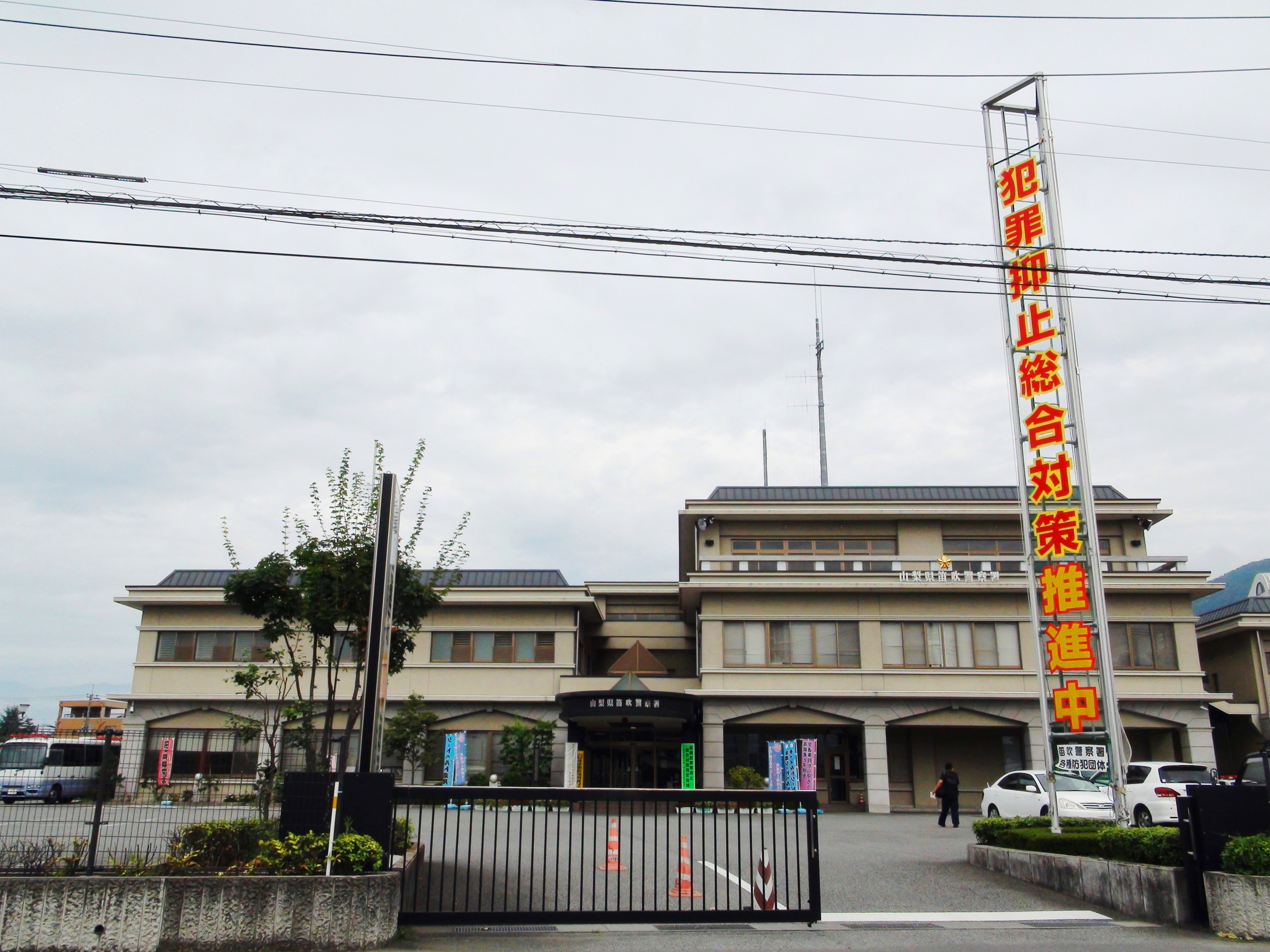
笛吹警察署

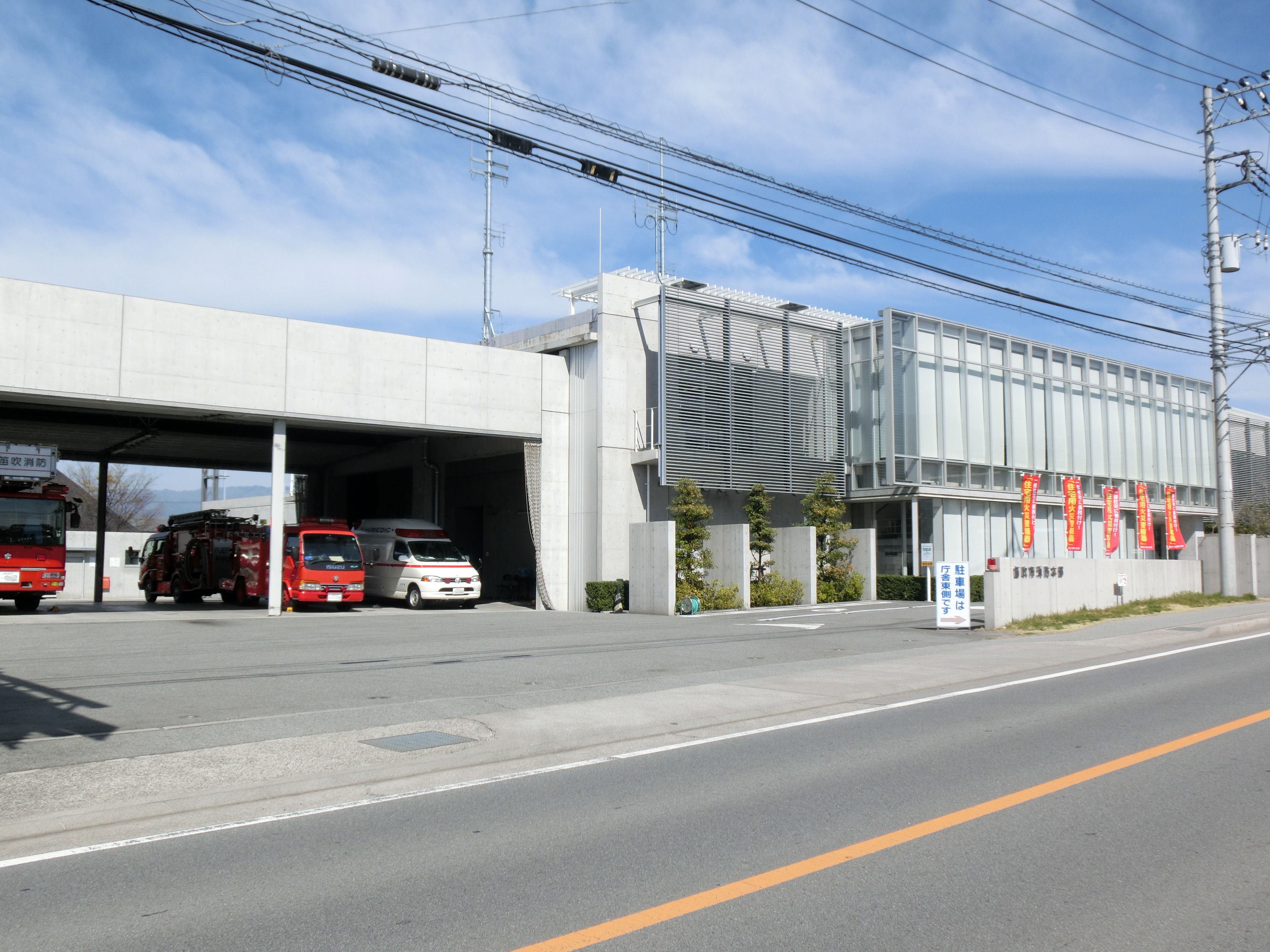
笛吹市消防本部

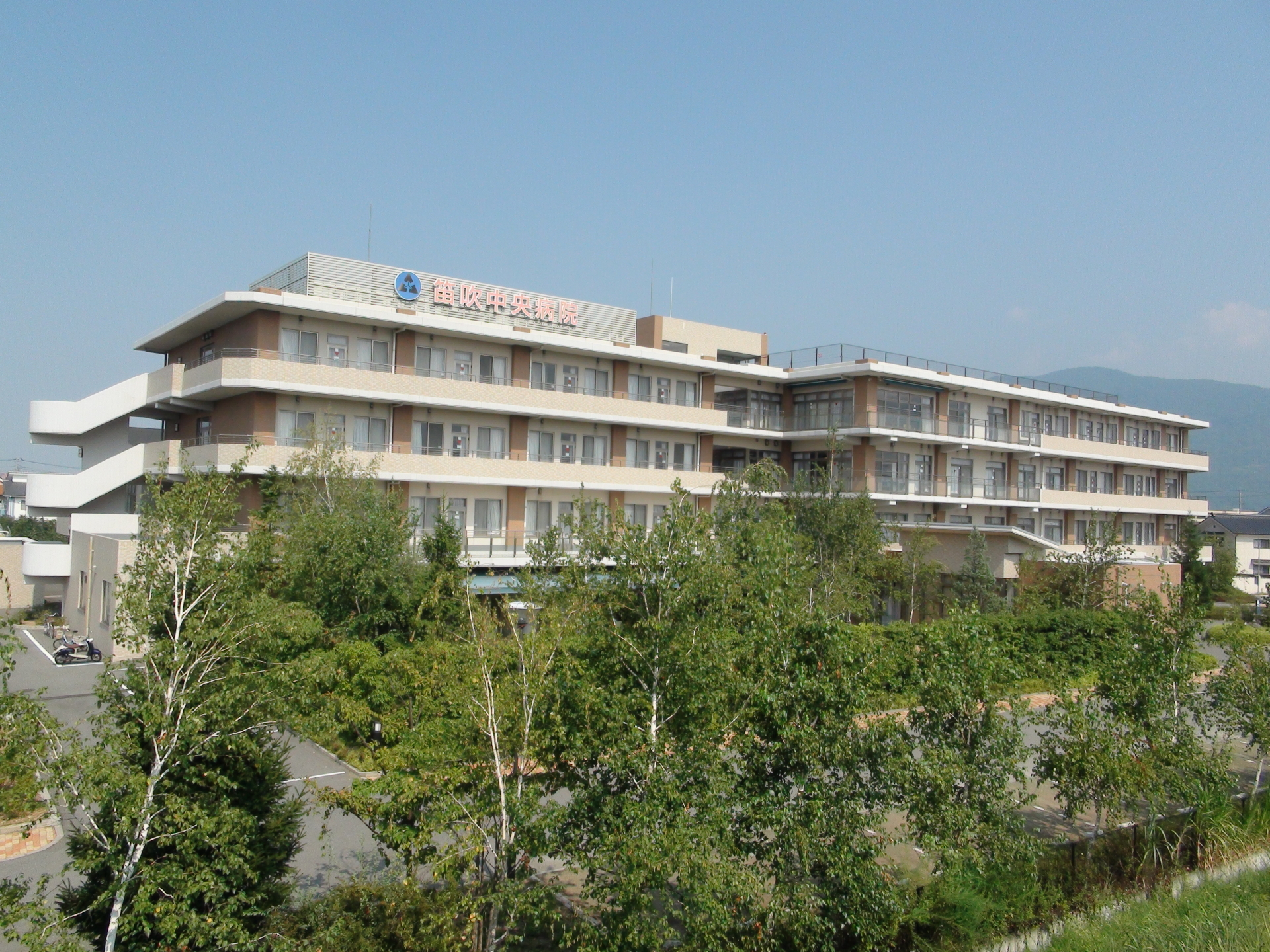
笛吹中央病院

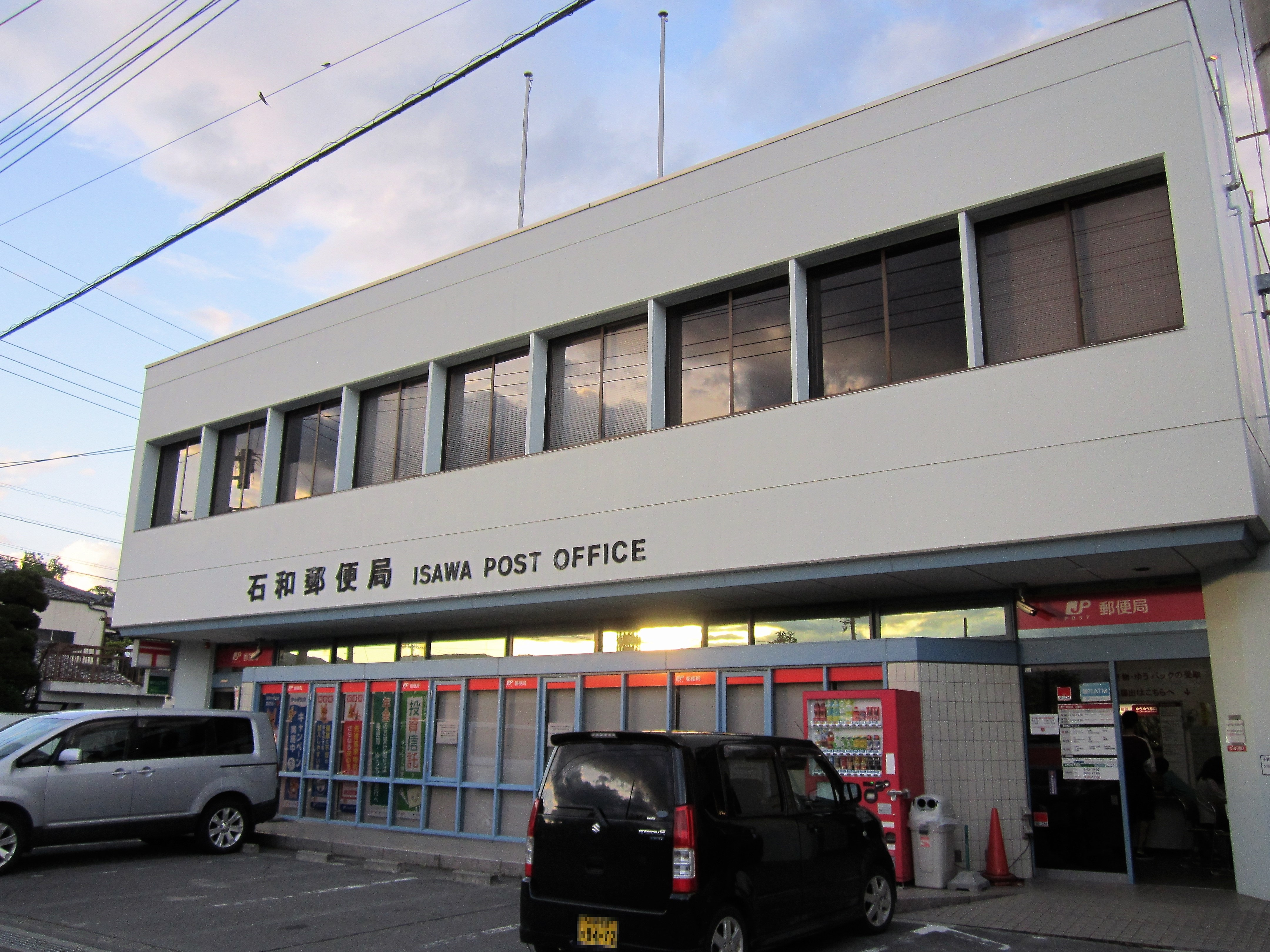
石和郵便局

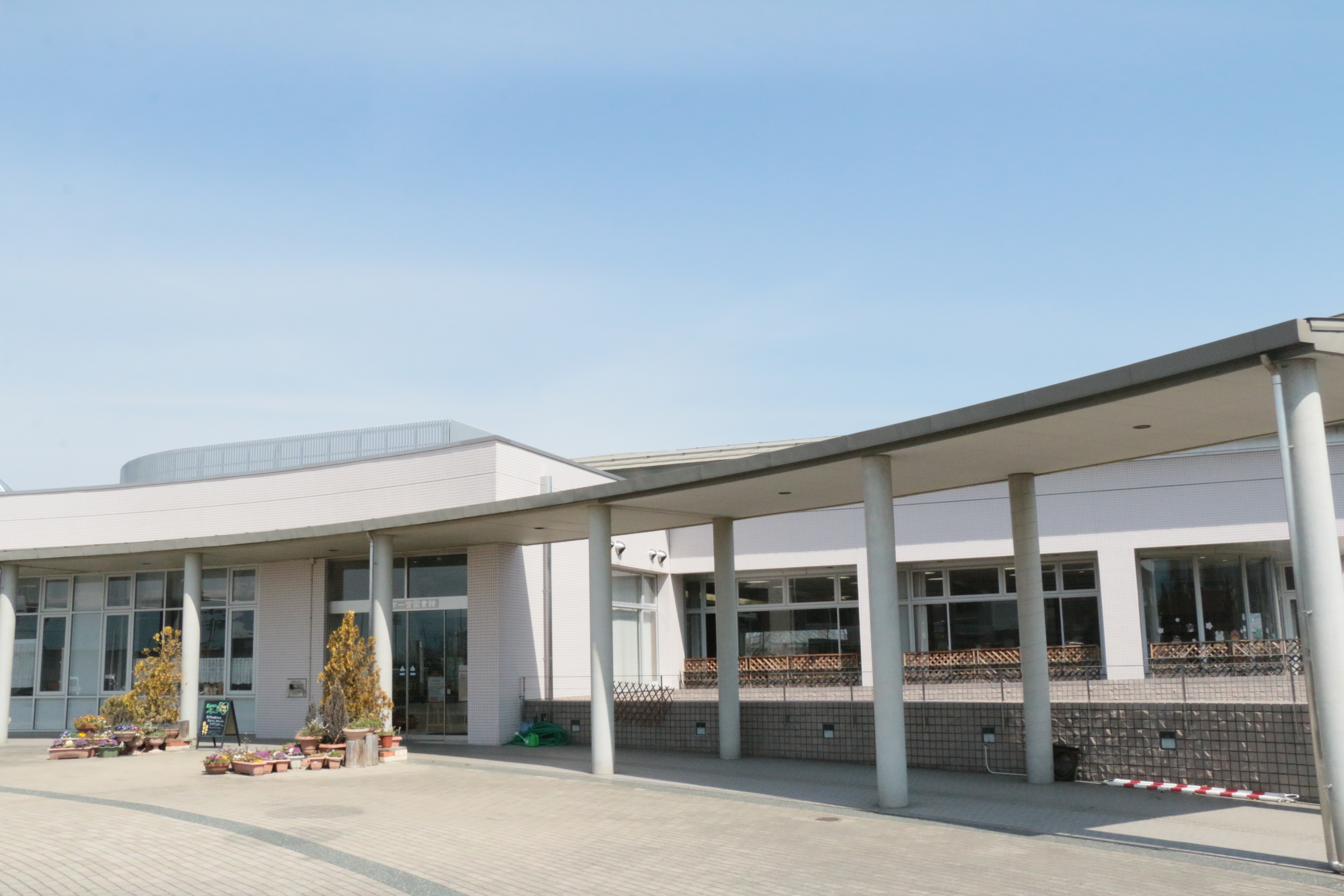
笛吹市立図書館

### 警察
本部
- 山梨県警察 笛吹警察署

交番
- 石和温泉駅前交番

駐在所
- 富士見駐在所
- 黒駒駐在所
- 錦生駐在所
- 一宮西駐在所（金田駐在所より改称）
- 浅間駐在所
- 相興駐在所
- 八代駐在所
- 境川駐在所
- 春日居駐在所
- 芦川駐在所

### 消防
本部
- 笛吹市消防本部

消防署
- 笛吹消防署（笛吹市石和町下平井204）

出張所
- 東部出張所（笛吹市一宮町新巻116-1）
- 西部出張所（笛吹市境川町石橋736-4）

### 医療
主な病院
- 石和共立病院
- 笛吹中央病院

### 郵便局
主な郵便局
- 石和郵便局

### 図書館
- 笛吹市立図書館

### 文化施設
- 山梨県総合教育センター
- 山梨県立博物館
- 釈迦堂遺跡博物館
- 笛吹市立青楓美術館
- 笛吹市春日居郷土館・小川正子記念館
- 笛吹市八代郷土館

### 運動施設
- 笛吹市いちのみや桃の里スポーツ公園多目的グラウンド

## 対外関係

### 姉妹都市・提携都市

#### 日本国外
姉妹都市
- ニュイ＝サン＝ジョルジュ（フランス共和国 ブルゴーニュ＝フランシュ＝コンテ地域圏コート＝ドール県）
1992年（平成4年） - 旧一宮町と姉妹都市提携
- 泰安市（中華人民共和国 山東省）
1994年（平成6年） - 旧一宮町と肥城市が姉妹都市提携

提携都市
- バート・メルゲントハイム（ドイツ連邦共和国 バーデン＝ヴュルテンベルク州）
1991年（平成3年） - 旧石和町と友好都市提携

#### 国内
姉妹都市
- 富士河口湖町（中部地方 山梨県）
1962年（昭和37年）7月 - 旧御坂町と姉妹都市提携
- 館山市（関東地方 千葉県）
1973年（昭和48年）5月 - 旧石和町と姉妹都市提携

提携都市
- 一宮町（関東地方 千葉県長生郡）
1982年（昭和57年）4月 - 旧一宮町と友好都市提携
- 佐渡市（中部地方 新潟県）
1989年（平成元年）10月 - 旧佐渡郡相川町と旧春日居町が友好都市提携
- 胎内市（中部地方 新潟県）
1996年（平成8年）10月 - 旧北蒲原郡中条町と旧境川村が友好都市提携

## 経済
産業人口（2000年現在）
- 総計：38,725人
  - 第1次産業：8,046人 (20.8%)
  - 第2次産業：9,582人 (24.7%)

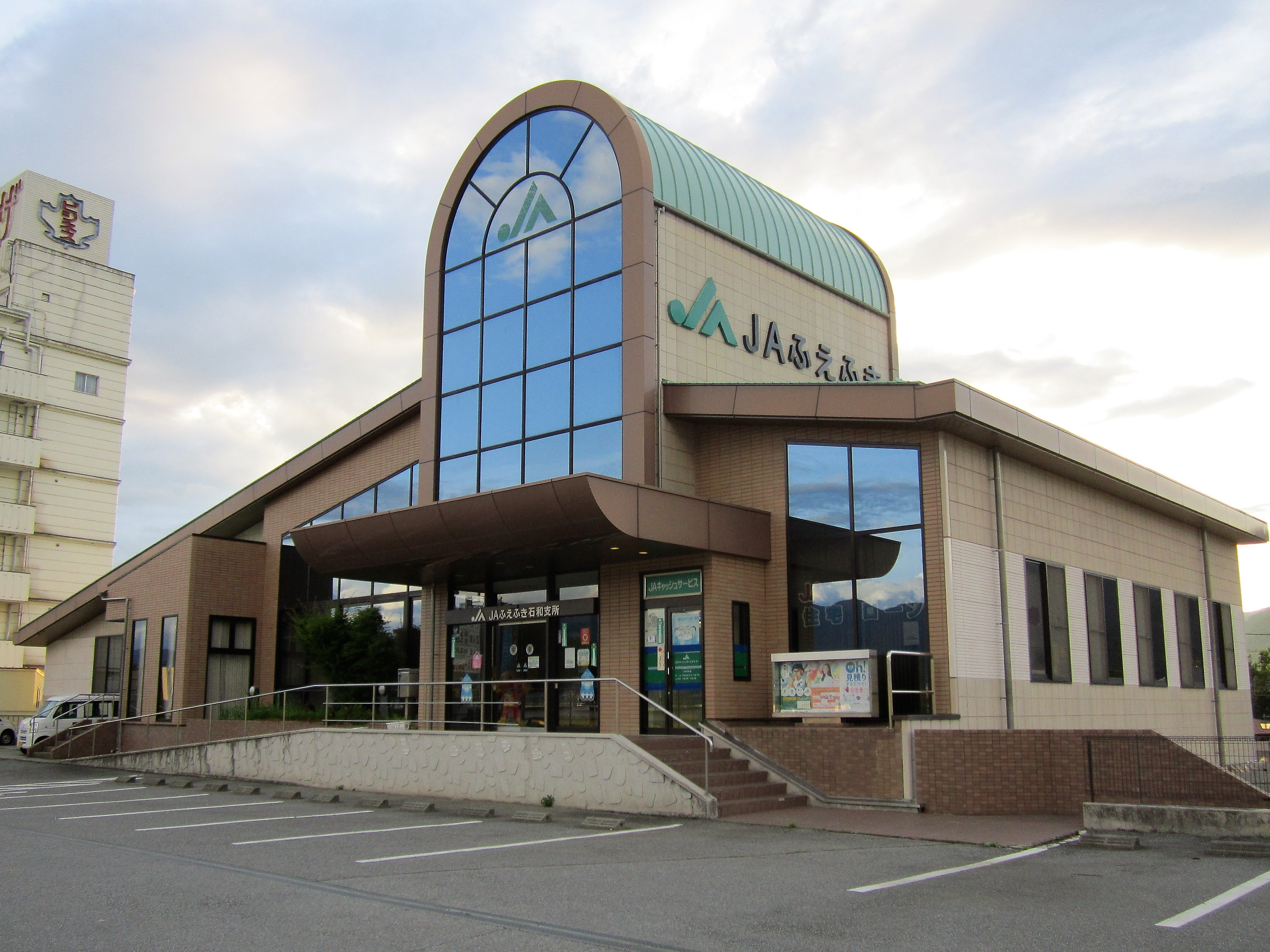
JAふえふき

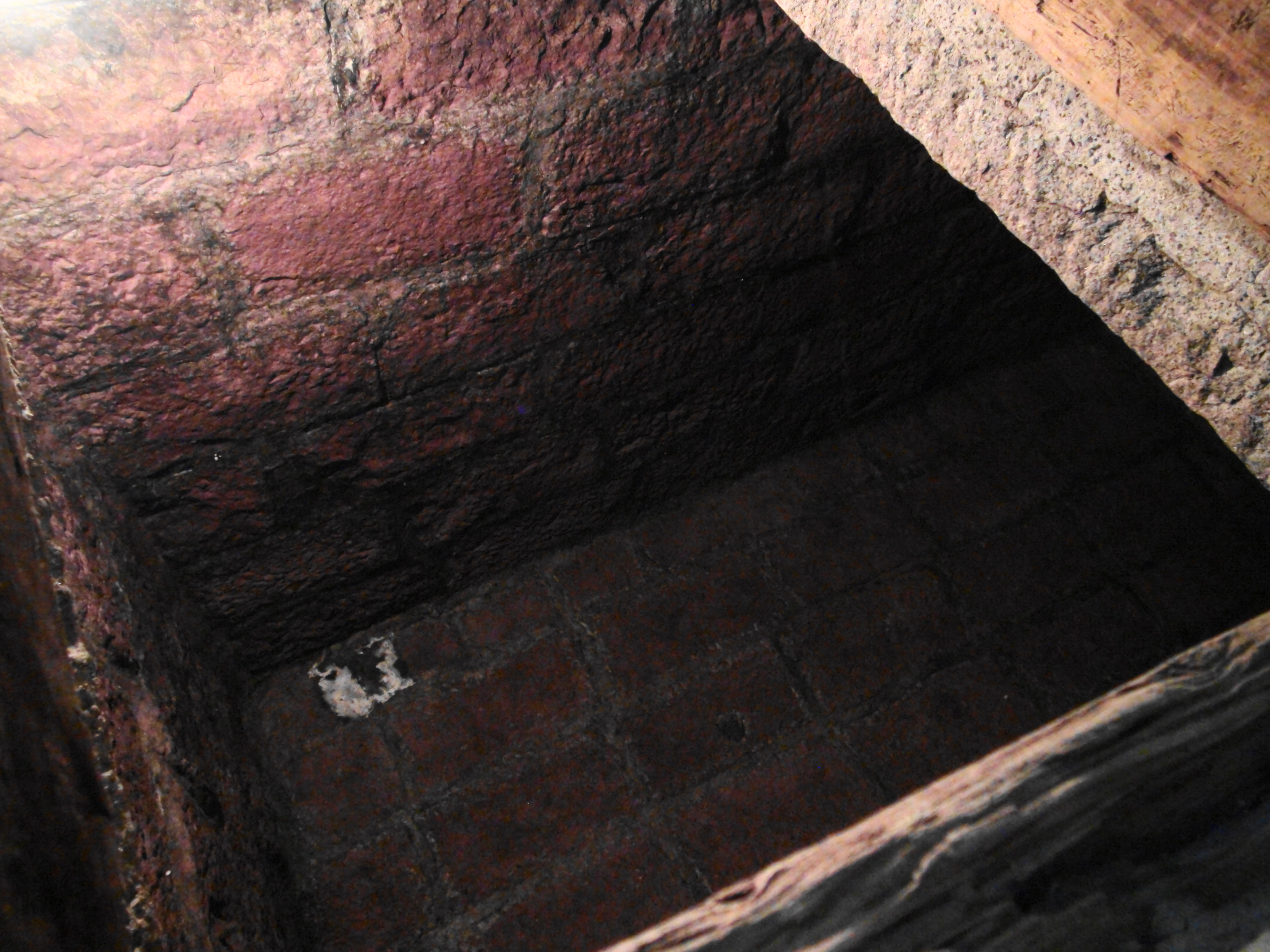
ルミエール旧地下発酵槽

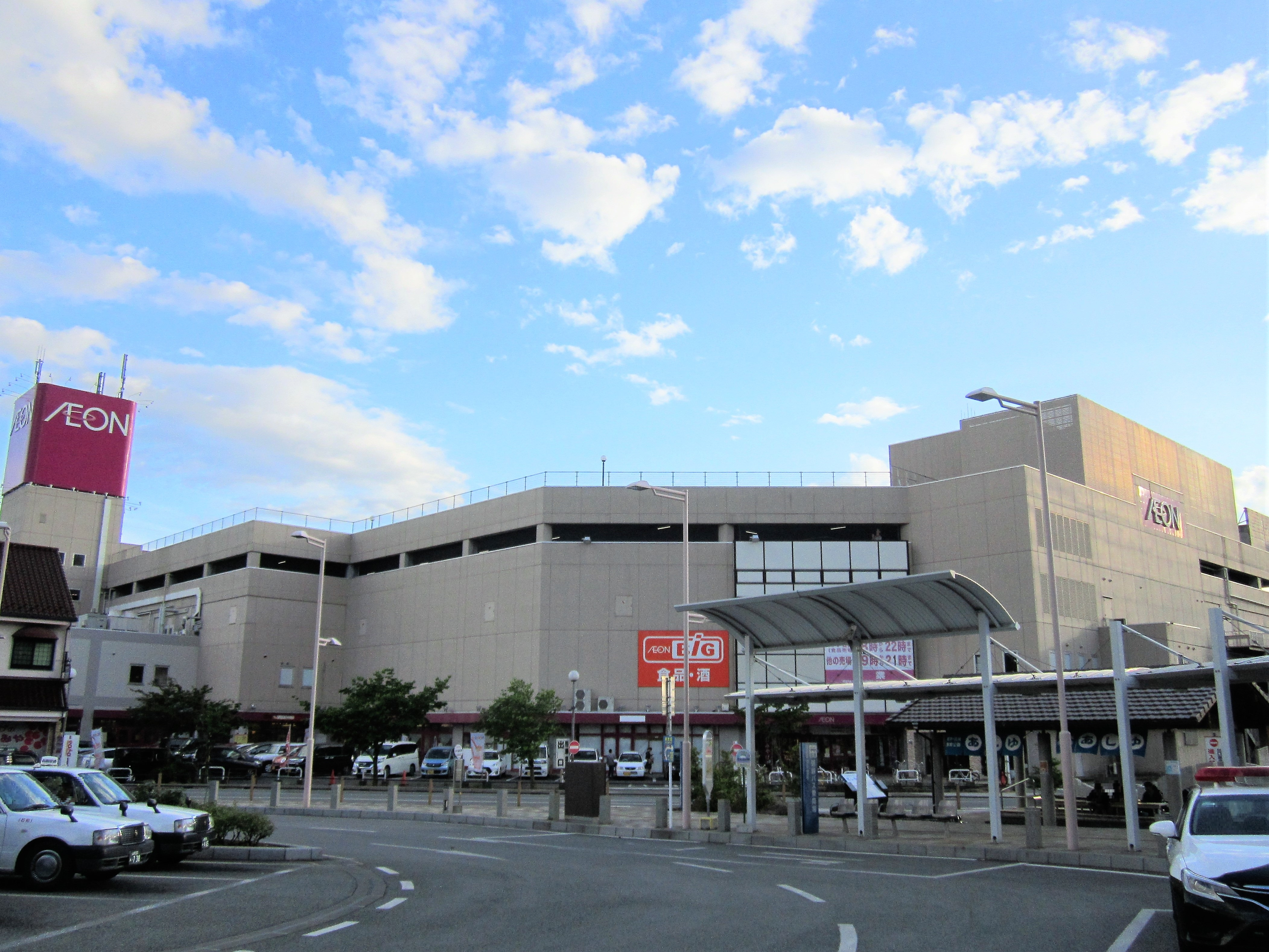
イオン石和店

  - 第3次産業：21,025人 (54.3%)

### 第一次産業

#### 農業
主な農作物
- モモ
- ブドウ
- カキ
- バラ
- キク

農業協同組合
- 笛吹農業協同組合（JAふえふき）

### 第二次産業

#### 醸造業
- 甲州ワイン
  - マルス山梨ワイナリー
  - ルミエールワイナリー

### 商業
主な商業施設
- イオン石和店
- MEGAドン・キホーテUNY石和店

#### 観光

小山城

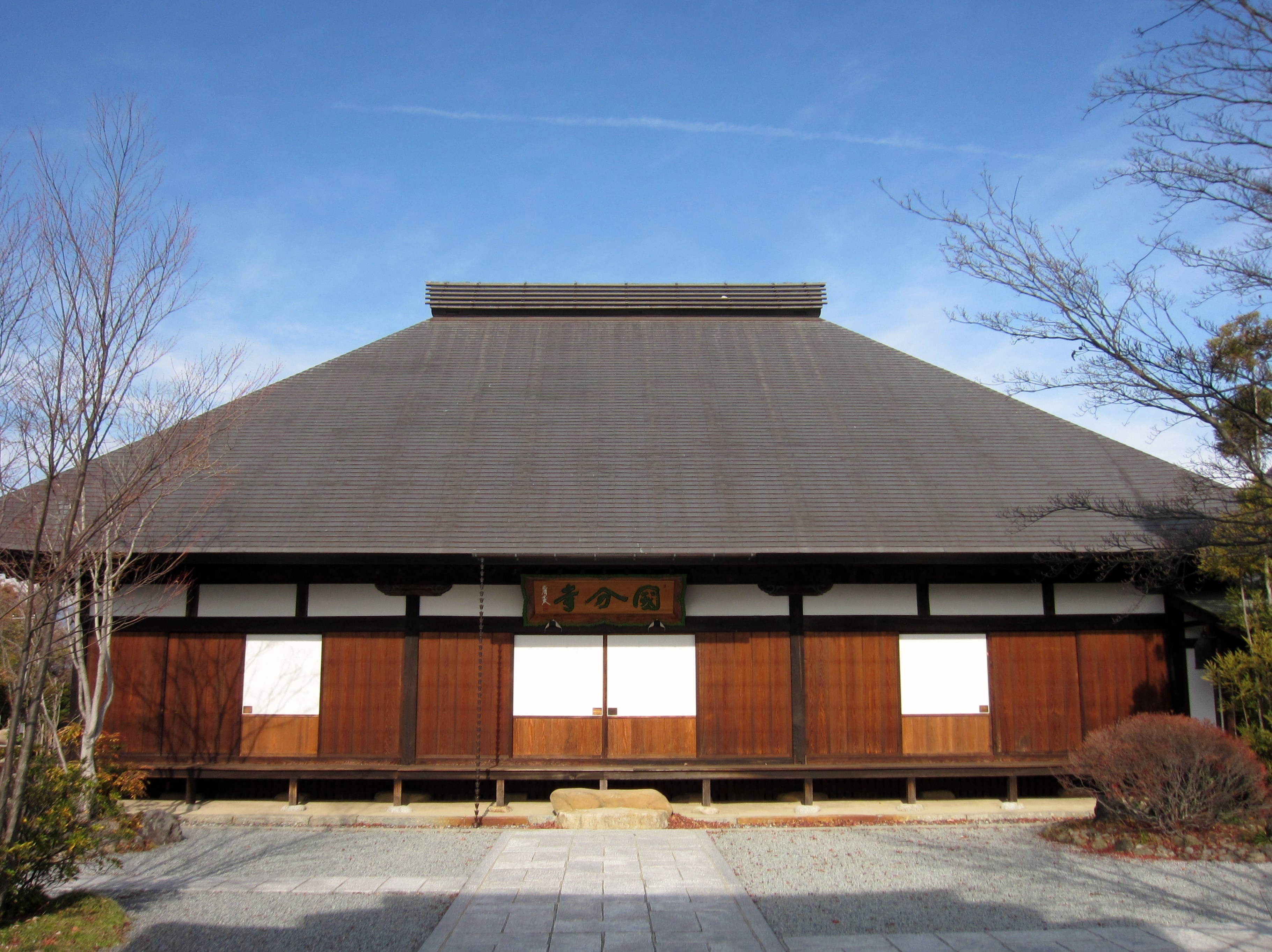
甲斐国分寺

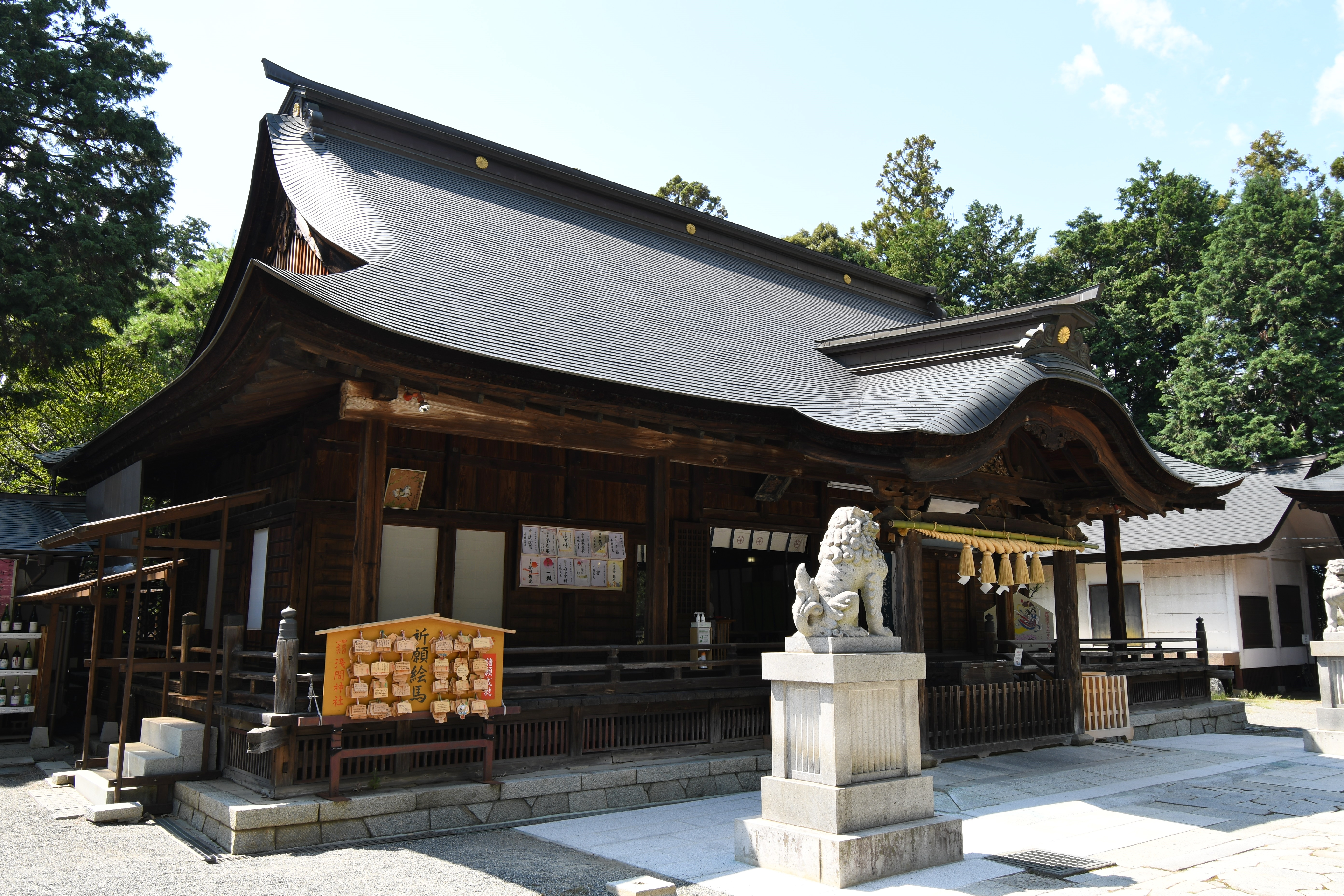
浅間神社（甲斐国一宮）

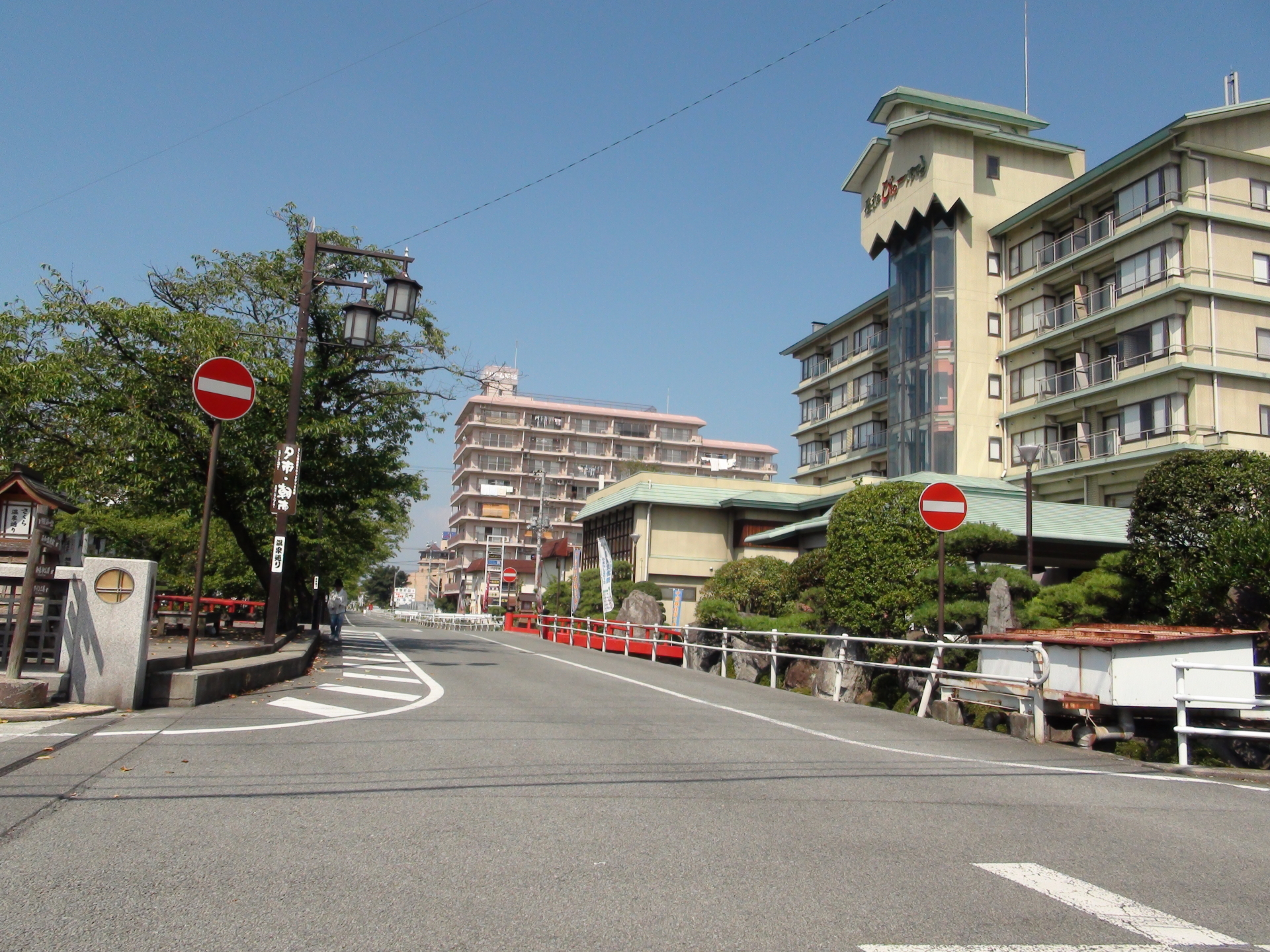
石和温泉郷

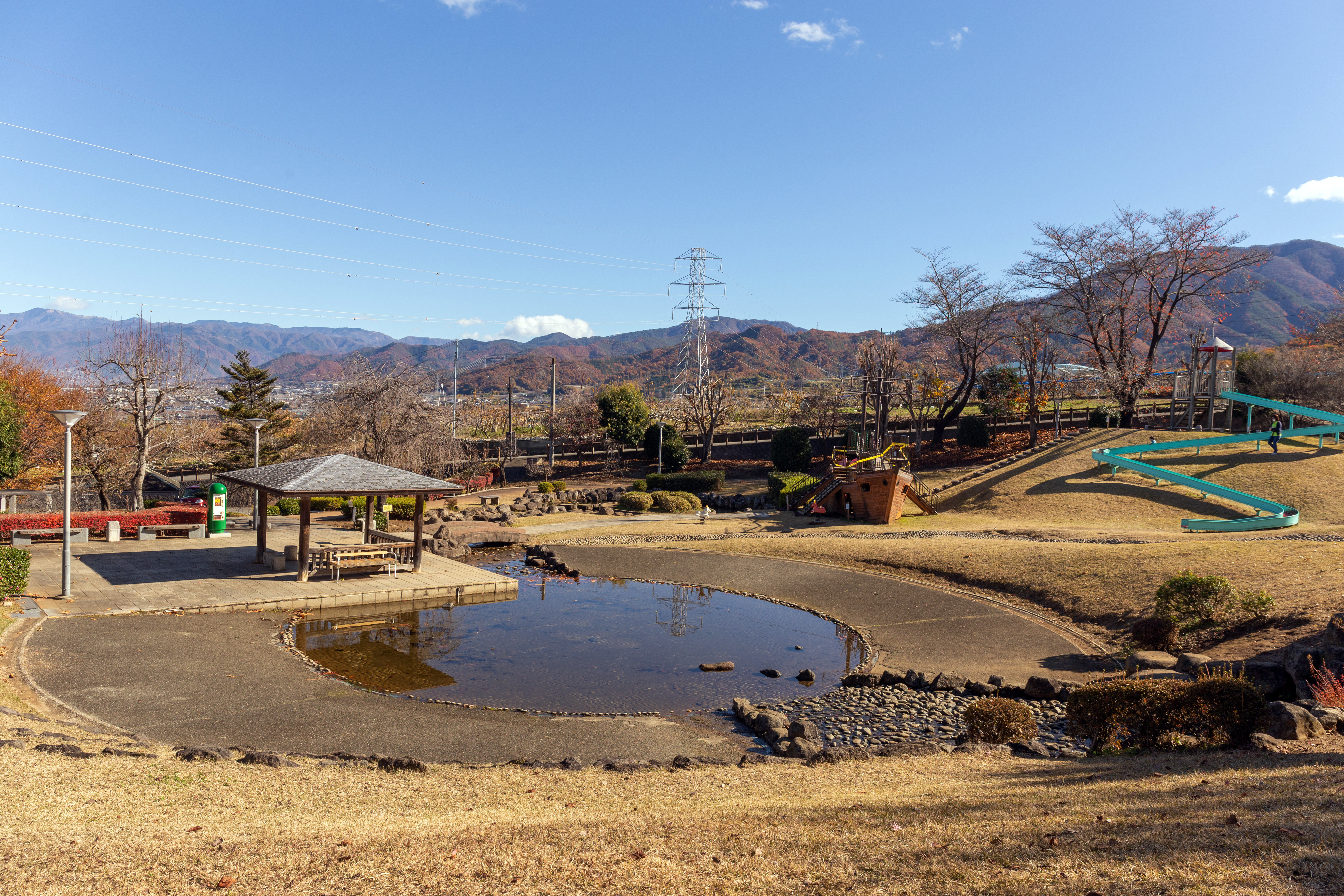
八代ふるさと公園

- 石和温泉郷

## 情報・通信

### マスメディア

#### 送信所
- 甲府送信所

#### 中継局
- NHK笛吹藤野木中継局
- NHK笛吹御坂中継局
- 笛吹芦川中継局

## 教育

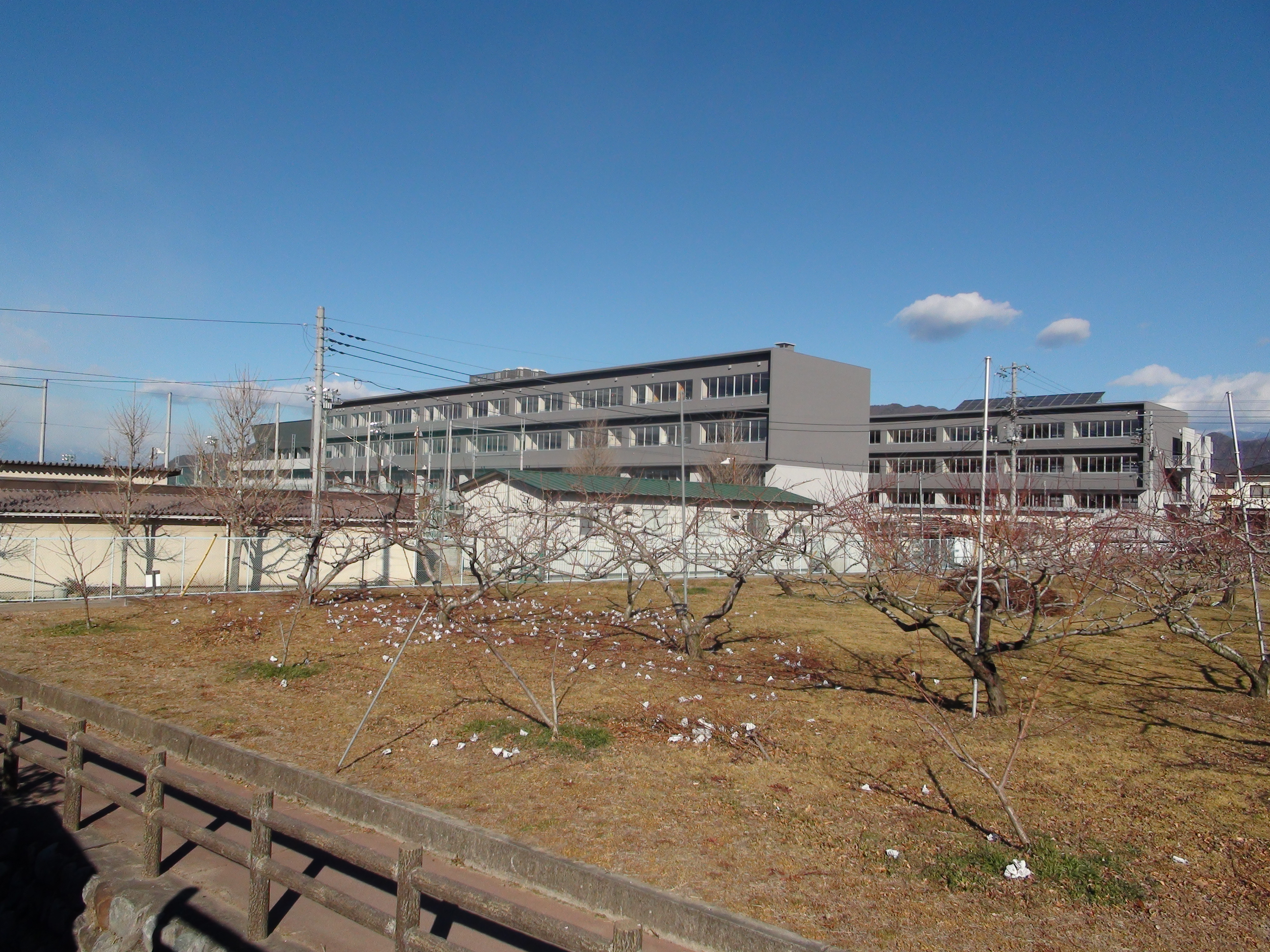
山梨県立笛吹高等学校

### 高等学校
県立
- 山梨県立笛吹高等学校

### 中学校
市立
- 笛吹市立石和中学校
- 笛吹市立御坂中学校
- 笛吹市立一宮中学校
- 笛吹市立浅川中学校
- 笛吹市立春日居中学校

### 小学校
市立
- 笛吹市立石和南小学校
- 笛吹市立石和北小学校
- 笛吹市立富士見小学校
- 笛吹市立石和東小学校
- 笛吹市立石和西小学校
- 笛吹市立御坂西小学校
- 笛吹市立御坂東小学校

- 笛吹市立一宮西小学校
- 笛吹市立一宮南小学校
- 笛吹市立一宮北小学校
- 笛吹市立八代小学校
- 笛吹市立境川小学校
- 笛吹市立春日居小学校
- 笛吹市立芦川小学校

### 特別支援学校
県立
- 山梨県立高等支援学校桃花台学園

### 廃校
- 山梨県立石和高等学校 - 2012年3月31日閉校
- 山梨県立山梨園芸高等学校 - 同上
- 笛吹市立芦川中学校 - 2010年3月31日閉校

## 交通

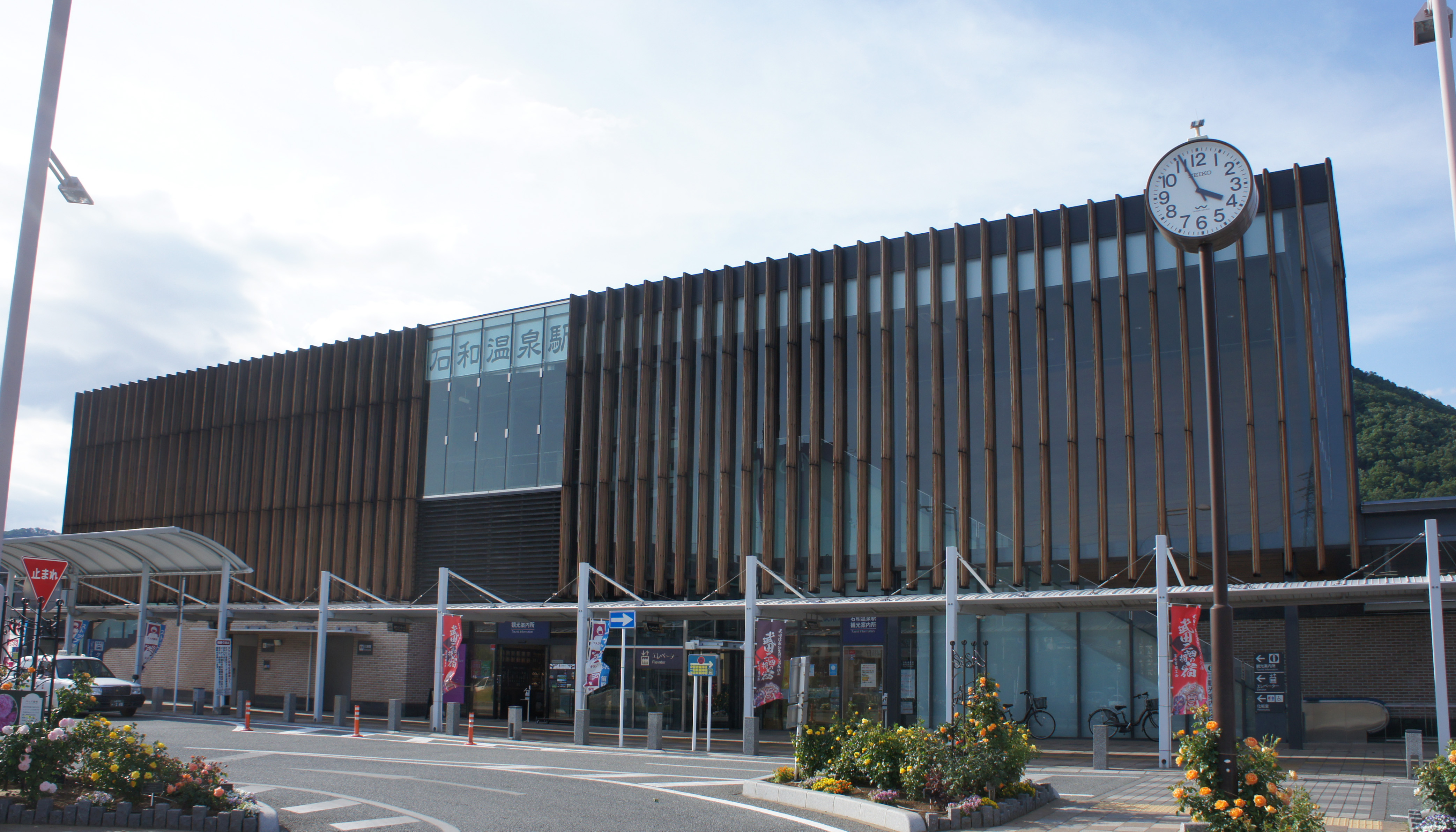
石和温泉駅

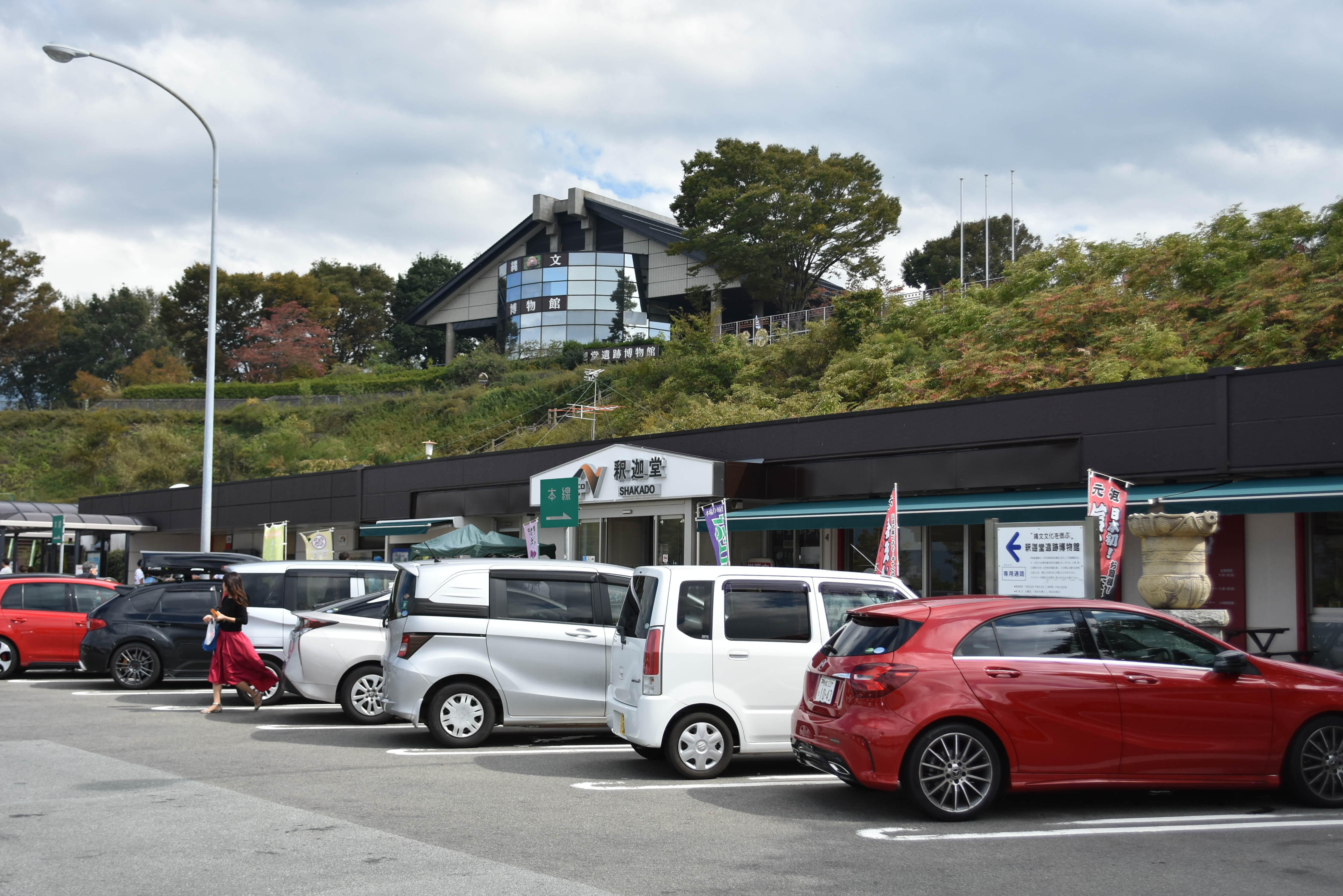
釈迦堂PA

### 鉄道
中心となる駅：石和温泉駅

#### 鉄道路線
東日本旅客鉄道（JR東日本）
- 中央本線：- 石和温泉駅 - 春日居町駅 -

### バス

#### 路線バス
- 山梨交通
- 富士急バス
- 栄和交通
- 笛吹市自主運行バス
- AIデマンド交通「のるーと笛吹」

### 道路

#### 高速道路
- 中央自動車道

E20：（甲州市）- 釈迦堂PA/釈迦堂BS - 甲斐一宮BS - 一宮御坂IC - 御坂BS - 笛吹八代SIC - 八代BS - 境川PA/境川BS -（甲府市）

#### 国道
- 国道20号
- 国道137号
- 国道140号
  - 甲府山梨道路：（甲府市）- 鎮目ランプ - 下岩下ランプ -（山梨市）
- 国道358号
- 国道411号

#### 県道
主要地方道
- 山梨県道22号甲府笛吹線
- 山梨県道34号白井甲州線
- 山梨県道36号笛吹市川三郷線

一般県道
- 山梨県道208号下神内川石和温泉停車場線
- 山梨県道211号山梨笛吹線
- 山梨県道301号白井河原八田線
- 山梨県道302号石和温泉停車場線
- 山梨県道303号市之蔵山梨線
- 山梨県道305号竹居御坂線
- 山梨県道306号田中勝沼線
- 山梨県道307号石和温泉停車場松本線
- 山梨県道308号鶯宿上曽根線
- 山梨県道310号小石和市部線
- 山梨県道311号栗合成田線
- 山梨県道313号藤垈石和線

## 観光

### 名所・旧跡
主な城郭
- 小山城
- 御坂城

主な寺院
- 安楽寺
- 遠妙寺
- 甲斐国分寺
- 慈眼寺
- 称願寺
- 定林寺
- 大石寺
- 大蔵経寺
- 福光園寺
- 妙昌寺
- 瑜伽寺

主な神社
- 石和八幡神社
- 国府甲斐奈神社
- 浅間神社：甲斐国一宮。祭神は木花之開耶姫。
- 橋立甲斐奈神社
- 美和神社
- 山梨岡神社
- 山宮神社

宿場
- 甲州街道 石和宿
  - 石和陣屋
  - 甲州伊沢暁
  - 八田家書院（八田家御朱印屋敷）

主な遺跡
- 岡・銚子塚古墳
- 竜塚古墳

主な史跡
- ルミエール旧地下発酵槽

### 観光スポット
温泉
- 石和温泉郷
  - 石和温泉
  - 春日居温泉
  - 日の出温泉
- 石和ふれあいセンター「なごみの湯」
- ふれあい交流センター「みさかの湯」
- 一宮健康増進施設「ももの里温泉」

自然
- 稲山ケヤキの森
- 芦川スズラン群生地
- FUJIYAMAツインテラス
2021年7月31日に新道峠にオープンした富士山の眺望スポット
毎年4月下旬から11月下旬まで、芦川地区から有料の送迎バスが運行されている。

## 文化・名物

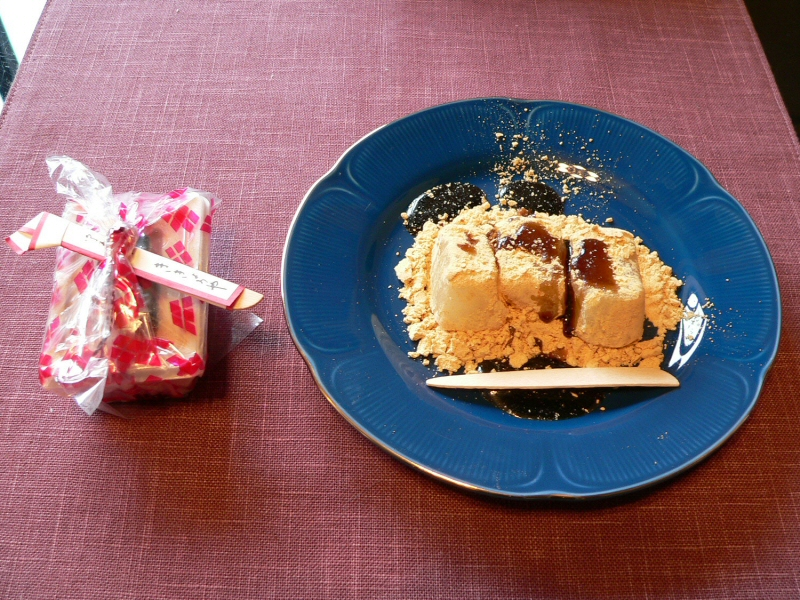
桔梗信玄餅

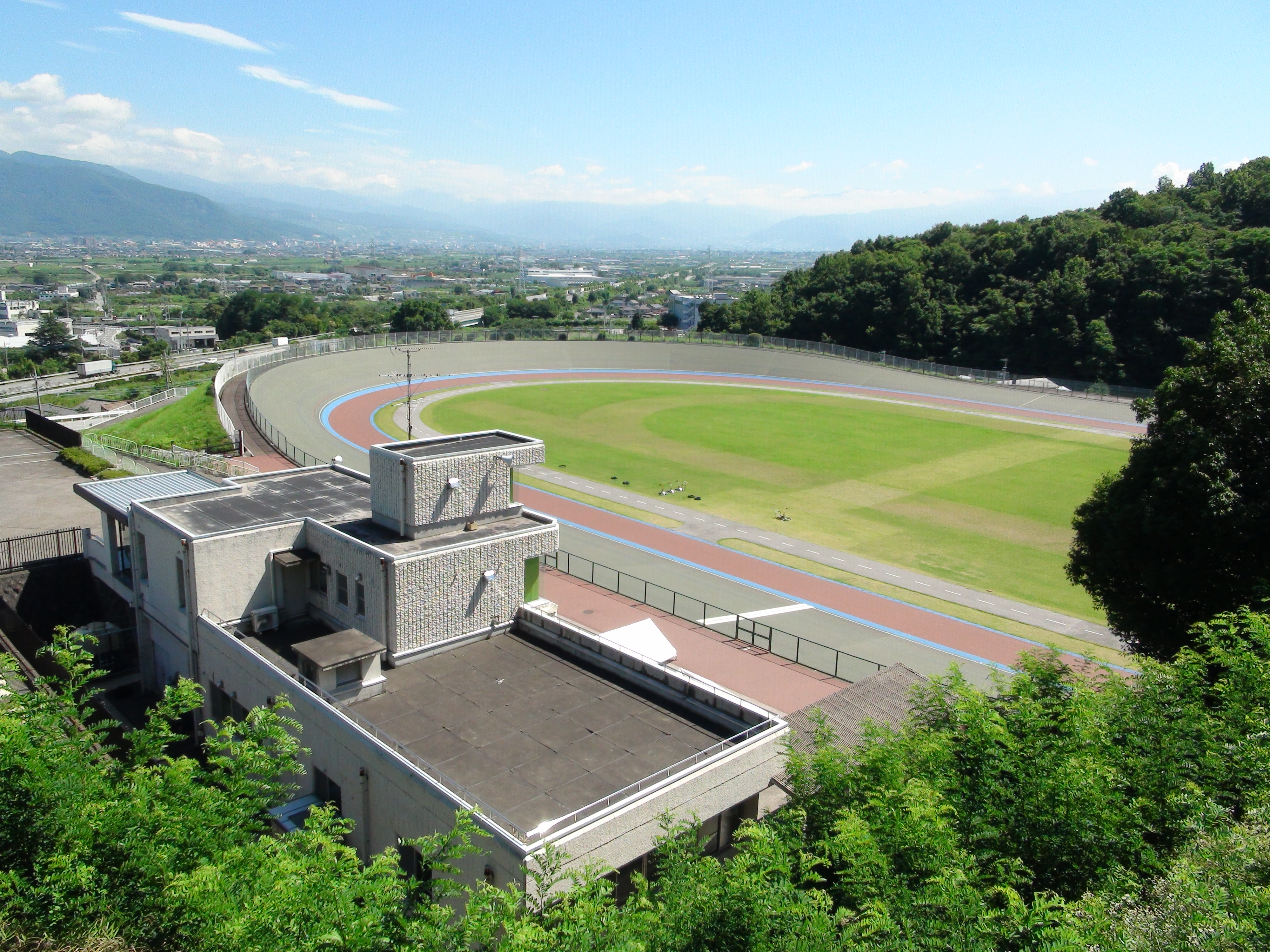
境川自転車競技場

### 祭事・催事
- 桃の花まつり（4月上旬 - 中旬）
- 笈形焼き（4月1日 ー ４月15日）、（8月13日 ー 8月16日）
- 山梨岡神社春期例大祭（4月4日・5日）：太々神楽
- 桃の里マラソン大会（4月上旬）
- 浅間神社の御幸祭り（4月15日）
- すずらんの里祭り（5月下旬）
- 石和温泉鵜飼まつり（海の日 - 8月19日）
- 大文字焼き（8月16日）
- 石和温泉祭り（8月19日 - 21日）：花火大会
- 川中島合戦戦国絵巻（10月最終日曜日）：川中島の戦いでの武田信玄と上杉謙信の一騎討ちを再現

### 名産・特産
- 黒駒の勝蔵（地酒：御坂町夏目原）
- ワイン
- 桔梗信玄餅（銘菓）

### スポーツ

#### 公営競技
競馬
- ウインズ石和（場外勝馬投票券発売所）

競輪
- 境川自転車競技場

#### サッカー
- Route HFC（山梨県社会人サッカーリーグ）

## 出身関連著名人

### 歴史的人物
- 高坂昌信 - 戦国時代の武将。武田四天王の一人。
- 鎮目市左衛門惟明 - 武士、四代佐渡奉行

### 政界・軍人
- 田村怡与造 - 明治期の陸軍軍人
- 堀内光雄 - 政治家、実業家
- 八代英太 - 政治家

### 経済
- 赤尾好夫 - 旺文社
- 北野隆春-スタンレー電気の創業者
- 弦間明 - 実業家。資生堂代表取締役社長、会長、相談役を歴任。
- 小林中 - 日本開発銀行初代総裁、富国生命社長、アラビア石油社長
- 篠原忠右衛門 - 江戸時代後期・明治初期の実業家
- 早川徳次 - 日本最初の地下鉄・東京地下鉄道創業者
- 三浦和義 - 実業家

### 学術
- 網野善彦 - 歴史学者
- 久保川達也 - 統計学者
- 前嶋信次 - 歴史学者

### 文学
- 飯田蛇笏 - 俳人、本名：飯田武治。句集に『山廬集』『白獄』『雪峡』
- 飯田龍太 - 俳人、蛇笏の4男
- 辻村深月 - 小説家、第147回直木三十五賞受賞者、笛吹市名誉市民第一号
- 中山嘉太郎 - 第6回植村直己冒険賞受賞者
- 深沢七郎 - 小説家、『楢山節考』『笛吹川』

### 音楽
- ARIA ASIA - ヴァイオリニスト
- 須田悠希 - (THURSDAY'S YOUTH/ex.Suck a Stew Dry) ベーシスト
- 福嶋孝顕 - 津軽三味線奏者
- 前田タクヤ - 音楽家
- まつり - シンガーソングライター
- レミオロメン - 音楽バンド

### 芸能
- エアコンぶんぶんお姉さん - お笑いタレント[9]
- 岡宏明 - 俳優
- 河西美希 - ファッションモデル、YouTuber
- 武川智美 - 毎日放送アナウンサー
- 田中千尋 - 元山梨放送アナウンサー

### スポーツ選手
- 大乃花武虎 - 元大相撲力士
- 乙黒拓斗 - レスリング選手、東京オリンピック金メダリスト
- 佐野稔 - 元フィギュアスケート選手
- 早川大史 - 元プロバスケットボール選手
- 藤巻清志 - 元競輪選手
- 藤巻昇 - 元競輪選手、競輪評論家
- 安田あとり - フリークライマー
- 又木鉄平 - プロ野球選手
- 渡辺明貴 - プロ野球選手

### その他
- 黒駒勝蔵 - 江戸時代後期の博徒、御坂町上黒駒出身
- 竹居安五郎 - 江戸時代後期の甲州博徒 、八代町竹居出身
- 法印大五郎 - 江戸時代後期の博徒、御坂町二之宮出身